# Frenchie (Marvel Comics)
Jean-Paul DuChamp, chiamato generalmente Frenchie, è un personaggio dei fumetti Marvel Comics. Si tratta del pilota e amico di Moon Knight.

## Cronologia delle pubblicazioni
Frenchie è apparso per la prima volta in Werewolf by Night n. 32, nell’agosto 1975, nello stesso numero che ha segnato l’esordio di Moon Knight. Successivamente, DuChamp è apparso nel luglio 1977 in The Defenders n. 49 e da allora è diventato un personaggio ricorrente nei fumetti di Moon Knight.

## Biografia
In passato, Frenchie era coinvolto sentimentalmente con una donna di nome Isabelle Kristel, ma dopo essere stato lasciato divenne un mercenario; fu lui a coinvolgere nel suo lavoro l’ex marine Marc Spector e i due divennero amici. Nonostante la dubbia moralità del loro impiego, Frenchie mantenne un forte senso morale, elemento particolarmente apprezzato da Spector.
Frenchie e Marc entrarono in affari con Raoul Bushman, un criminale avido e spietato; durante una missione nel deserto, i tre avevano l’intento di impossessarsi dei tesori di una tomba appena scoperta da una squadra di archeologi, ma Bushman decise di uccidere questi ultimi per non avere testimoni. Marc si ribellò a lui per salvare la vita di un’archeologa, Marlene Alraune, e venne ferito a morte, mentre Frenchie riuscì a fuggire. 
Successivamente, Spector venne riportato in vita dal dio della luna Khonshu come suo avatar dal nome di Moon Knight, dedicandosi al combattimento del crimine. Frenchie divenne da allora suo fido alleato, aiutandolo in numerose occasioni; tra le altre cose, progetta e costruisce il Mooncopter (che spesso pilota durante le missioni dell’eroe) e si infiltra nell’organizzazione criminale chiamata Comitato, permettendo a Moon Knight di abbatterla.
Frenchie viene paralizzato da Randall Spector, fratello di Marc divenuto un criminale, il quale causa un’esplosione nella villa di Moon Knight. La sua ragazza, Chloe Tran, in quella circostanza lo informa che ha la capacità di trasformarsi nei suoi antenati in quanto discende dalla linea di sangue degli Hellbent, una razza di esseri soprannaturali.
Dopo essere caduto in depressione, Marc allontana malamente i suoi alleati, tra cui Frenchie; quest’ultimo si rivela omosessuale o bisessuale iniziando una relazione con un uomo di nome Rob Silverman (viene fatto intendere che la sua fedeltà nei confronti di Spector in passato potesse derivare da un’infatuazione nei suoi confronti) e aprendo con lui un ristorante. Norman Osborn approfitta della vicinanza di Frenchie con Moon Knight per provocare l’eroe inviando dei sicari a uccidere DuChamp e Silverman. Pur sopravvivendo, Silverman riporta gravi ferite e ciò porta Frenchie ad allearsi nuovamente con Marc per attaccare i criminali.

## Altri media
Frenchie sarebbe dovuto apparire nella miniserie Moon Knight, come pilota che porta Marc in Cairo nella terza puntata; tuttavia, si decise di eliminarlo in quanto il suo ruolo sarebbe stato eccessivamente limitato. Il cognome “DuChamp” è visibile tra le chiamate perse del telefono di Marc nel primo episodio.